# Municipio de Belvidere (Carolina del Norte)
El municipio de Belvidere (en inglés: Belvidere Township) es un municipio ubicado en el  condado de Perquimans en el estado estadounidense de Carolina del Norte. En el año 2010 tenía una población de 1.302 habitantes.

## Geografía
El municipio de Belvidere se encuentra ubicado en las coordenadas 36°18′14.56″N 76°30′8.8″O / 36.3040444, -76.502444.